# Carl W. Stalling
Carl W. Stalling (10 de noviembre de 1891,  Lexington, Misuri – 29 de noviembre de 1972, Los Ángeles, California) fue un compositor y  arreglista estadounidense de dibujos animados. Es conocido por su asociación con la serie Looney Tunes producida por Warner Bros, donde trabajó, creando música semanalmente durante veintidós años.

## Biografía
Stalling comenzó su carrera tocando el piano y órgano cuando eran emitidas las películas mudas en Independence, Missouri. Fue ahí donde conoció a Walt Disney, quien estaba produciendo cortometrajes animados en la región de Kansas City. Stalling compuso varios cortos para Walt Disney, incluyendo Plane Crazy y The Gallopin' Gaucho en 1928 (pero no Steamboat Willie). Algunas discusiones con Disney acerca de que debía ser creado primero, la animación o la música, inspiraron a Disney a hacer la serie animada "Silly Symphonies". Estos dibujos le permitieron a Stalling crear la música que servía de base para hacer la animación. Dejó a Disney después de sólo dos años, al mismo tiempo que el animador Ub Iwerks. Stalling se unió a Iwerks en su mismo estudio en California, mientras este dibujaba para Disney y otras compañías. En 1936, cuando Iwerks fue contratado por Leon Schlesinger, quien estaba contratado para producir cortometrajes animados para Warner Brothers, Stalling lo siguió para convertirse en un compositor de dibujos animados de tiempo completo, con acceso a los músicos de Warner Brothers. Se mantuvo en Warner Brothers hasta su retiro en 1958. Su último dibujo animado fue To Itch His Own, que presentaba a la mosca más fuerte del mundo, el Poderoso Angelo.
Stalling fue conocido por ser un innovador. Fue uno de los primeros directores de música en usar un metrónomo para hacer música. Es uno de los tres compositores, junto a Max Steiner y Scott Bradley, acreditados con la invención del click track. Hacía referencias a canciones populares, o incluso a piezas clásicas, para agregar una dimensión de humor. Trabajando junto a directores como Tex Avery, Bob Clampett, Friz Freleng, Robert McKimson y Chuck Jones, adoptó el estilo de "Looney Tunes", donde la música y efectos sonoros se complementaban de manera rápida, además creó obras como The Rabbit of Seville, A Corny Concerto y What's Opera, Doc?.
Stalling cambiaba ágilmente los estilos musicales cuando la acción lo demandaba. Además de servir como música de fondo, sus trabajos eran utilizados como verdaderos efectos sonoros, ya que cada canción estaba ligada a una situación. A continuación algunos ejemplos:
- Una hermosa mujer entrando a una habitación sería compañada por "You Must Have Been a Beautiful Baby".
- Un personaje ebrio tendría las canciones "How Dry I Am", "Little Brown Jug", o una versión más lenta de "Shuffle Off to Buffalo".
- Un equipo de fútbol americano sería "Freddie the Freshman".
- La escena de alguna casa tendría la canción "There's No Place Like Home".
- Un personaje despertando sería acompañado por "Morning Mood" de Edvard Grieg.
- Alguna escena de un complejo proceso mecánico tendría "Powerhouse" de Raymond Scott.

Stalling utilizó en numerosas ocasiones trabajos de Raymond Scott, cuya música fue adoptada por Warner Brothers a principio de los años 1940.
Sus compañeros compositores, especialmente Scott Bradley, eran considerados más "serios" en su trabajo componiendo música original. En una entrevista, Jones declaró: "Era un músico brillante. Pero la manera en que escribía música [...] era demasiado simple, ya que se guiaba por los nombres de las canciones. Si había una mujer en un vestido rojo utilizaba "The Lady in Red". Si alguien estaba en una cabaña, tocaba "Fingal's Cave". Si se trataba de comer, usaba "A Cup of Coffee, A Sandwich, and You". (Adamson, citado en Goldmark, p. 22)
Sin embargo, Stalling es recordado hoy en día por su trabajo en los dibujos animados. Su música puede ser escuchada en repeticiones de cortometrajes de Looney Tunes o películas como Looney Tunes: Back in Action.
Luego que Carl Stalling se retiró, fue reemplazado por Milt Franklyn, que fue ayudante de Stalling en 1950. Carl Stalling murió el 29 de noviembre de 1972, a la edad de 81 años. 

## Grabaciones
- The Carl Stalling Project: Music From Warner Bros. Cartoons, 1936–1958. Warner Brothers, 1990.
- The Carl Stalling Project Volume 2: More Music From Warner Bros. Cartoons, 1939–1957. Warner Brothers, 1995.